# Chironomus stigmaterus
Chironomus stigmaterus är en tvåvingeart som beskrevs av Thomas Say 1823. Chironomus stigmaterus ingår i släktet Chironomus och familjen fjädermyggor. Inga underarter finns listade i Catalogue of Life.